# Athripsodes genei
Athripsodes genei là một loài Trichoptera trong họ Leptoceridae. Chúng phân bố ở miền Cổ bắc.